# Viaducto de Millau
El viaducto de Millau es, un puente atirantado que cruza el valle del Tarn, en el departamento de Aveyron, Francia. La estructura soporta un tramo de la autopista A75, permitiendo la unión entre la causse Rouge y la causse du Larzac al cruzar una brecha de 2.460 metros de longitud y alcanza los 343 metros en su punto más alto, donde el viento puede soplar a más de 200 km/h.
Desarrollo de importancia nacional e internacional, el enlace permite unir Clermont-Ferrand a Béziers. Este proyecto requirió trece años de estudios técnicos y financieros. Los estudios comenzaron en 1987 y la estructura fue puesta en servicio el 16 de diciembre de 2004, tres años después de la colocación de la primera piedra. Con un costo de 320 millones de euros, fue financiado y producido por el grupo Eiffage como parte de una concesión, la primera de este tipo, por su duración de 78 años, incluidos tres de construcción.
A finales de los años 2010 contaba con un tránsito de más de 4,5 millones de vehículos anuales.

## Historia

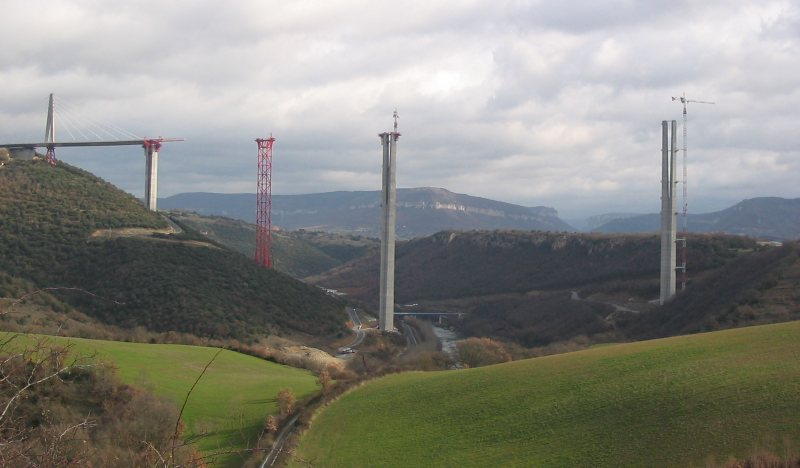
Construcción del tablero por lanzamiento

El viaducto de Millau fue diseñado por el ingeniero francés Michel Virlogeux, con la asesoría estética del arquitecto británico Norman Foster. Los nombres de las cerca de 530 personas que trabajaron en el proyecto fueron introducidos en un cilindro de cobre que quedó enterrado en el pilón número tres. La construcción empezó el 10 de octubre de 2001 y debía prolongarse durante tres años, siendo inaugurado en diciembre de 2004 tras 36 meses de trabajos.
En su momento constituyó el mayor desafío en Francia para los ingenieros y arquitectos desde la construcción del Puente de Normandía. Durante los estudios preliminares se consideraron cuatro opciones:
1. Rodear Millau por el este, lo cual requeriría dos grandes puentes sobre el Tarn y el Dourbie.
2. Rodear Millau por el oeste, recorriendo un total de 12 km, lo cual requeriría la construcción de cuatro puentes.
3. Seguir el trazado de la Ruta Nacional 9, lo cual brindaría un buen acceso a Millau pero implicaría dificultades técnicas, además de atravesar la población.
4. Atravesar el valle por el medio.

Esta cuarta opción fue la elegida por el gobierno el 28 de junio de 1989. A su vez, contemplaba dos posibilidades diferentes: la solución elevada, y la solución baja, que implicaría la construcción de un puente de 200 m para atravesar el Tarn, seguido de un viaducto de 2300 m extendido con un túnel del lado de Larzac. Tras largos estudios de viabilidad, la solución baja fue descartada por su mayor costo.
Una vez decidido que la solución sería la elevada, cinco grupos de ingenieros y arquitectos trabajaron de forma simultánea en busca de una solución técnica. Primero se construyeron las pilas que soportarían los pilones en la configuración definitiva del puente. La construcción del tablero se llevó a cabo en los extremos. Mediante esta técnica y según se van construyendo las secciones transversales, periódicamente se empuja desde el tablero sobre las pilas, dejando espacio para la colocación de nuevas secciones del puente. Para evitar grandes sobreesfuerzos que obligaran a reforzar la sección excesivamente respecto a la fase de servicio, se dispusieron una serie de apeos intermedios de forma que los vanos fueran de menor longitud durante la fase de construcción. Una vez empujado el tablero desde ambos extremos y alcanzado el punto de unión, se ensamblaron ambas mitades y se colocaron las torres de atirantamiento. Finalmente se retiraron los apeos provisionales.
Los conductores pudieron atravesarlo inicialmente pagando 4,90 euros, pero a partir del verano siguiente la tarifa subió a 6,50.
El viaducto superó la altura del que hasta entonces era el puente más alto del mundo, el Puente Europa, en Austria. También se convirtió en el puente de carretera más alto si se toma como referencia el nivel de la calzada. La altura de 270 metros a la que se encuentra la misma, supera los 268 metros del puente sobre el valle del New River, en Virginia Occidental, Estados Unidos. Sin embargo, en este apartado, los 331 metros del Royal Gorge Bridge sobre el río Arkansas superan al viaducto de Millau, pero en aquel caso se trata de un paso peatonal.

## Características

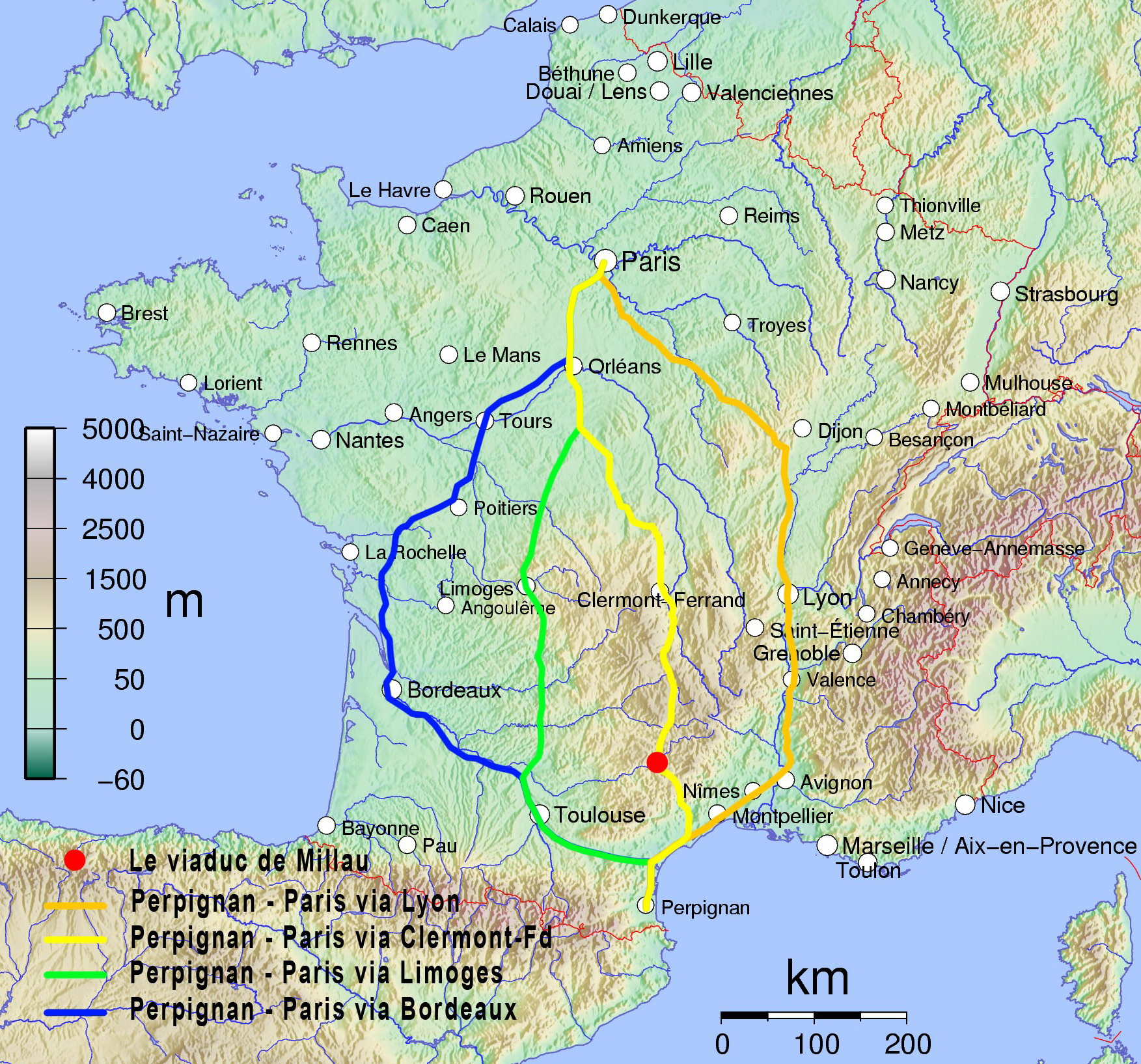
Ubicación.

La estructura alcanza una altura máxima de 343 metros sobre el río Tarn, y una longitud de 2460 m, entre el Causse del Larzac y el Causse Rouge; tiene siete pilas de hormigón, y el tablero tiene una anchura de 32 metros. La autopista tiene una pendiente del 3 %, descendente en dirección norte-sur, y se curva en una sección plana con un radio de 20 km. Esto último se hizo con la intención de dar una mejor visibilidad a los automovilistas. Tiene dos carriles de tránsito en cada sentido.
Está constituido por ocho tramos de tablero de acero, que se apoyan sobre siete pilas de hormigón. La calzada pesa 36 000 toneladas y se extiende a lo largo de 2460 metros, siendo su ancho de 32 m y su espesor de 4,3 m. Los seis tramos interiores del viaducto tienen 342 m, mientras que los dos extremos miden 204 m. Los pilares tienen entre 77 y 246 m y pasan de tener una sección longitudinal de 24,5 m en la base a 11 m en su parte superior. Cada pilar está compuesto a su vez por 16 secciones, cada una de las cuales pesa 2230 toneladas, y en total el puente pesa alrededor de las 350 000 toneladas. Estas secciones se ensamblaron en el lugar de la obra a partir de piezas que fueron fabricadas en Lauterbourg y Fos-sur-Mer por la empresa constructora Eiffage, siendo primero montadas junto a soportes temporales, y en forma previa a la instalación de las vigas, que fueron dispuestas a una velocidad de 600 milímetros cada cuatro minutos.

## Constructores

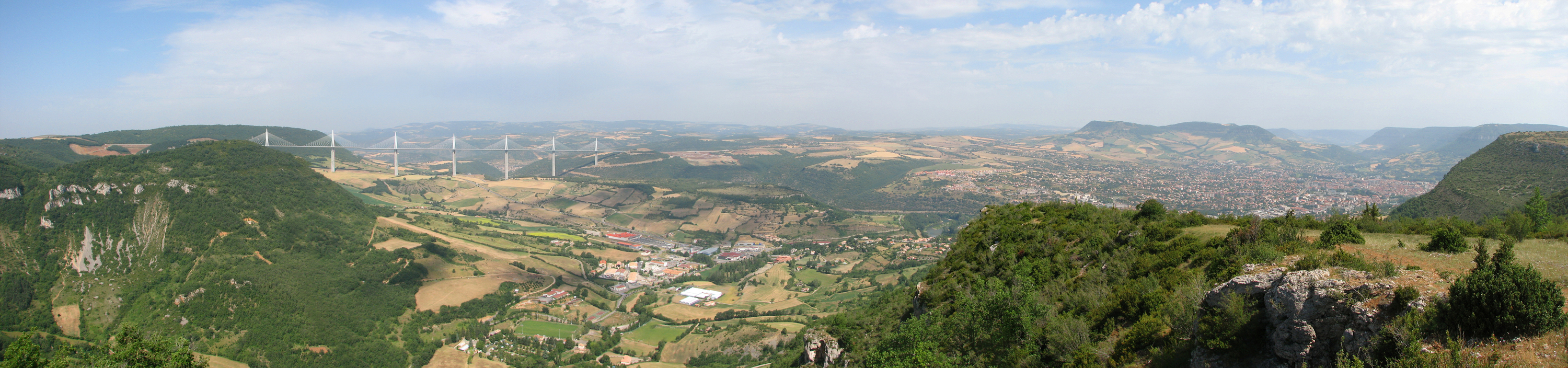
Vista general del viaducto, con la ciudad de Millau a la derecha.

La empresa constructora que obtuvo el contrato para construir el viaducto fue la Compagnie Eiffage du Viaduc de Millau. El consorcio constructor estuvo compuesto por la compañía Eiffage TP para las secciones de hormigón, la compañía Eiffel para el tendido de los tramos de acero y la empresa Enerpac, fue la encargada de los soportes hidráulicos de la autovía.
El grupo de ingeniería Setec asumió responsabilidades en el proyecto, mientras que SNCF tuvo control parcial del mismo.
En la licitación, otros tres consorcios pujaron por la obtención del contrato:
- El primero de ellos, liderado por la española Dragados, en asociación con Skanska (sueca) y Bec (francesa).
- La Société du viaduc de Millau, compuesto por ASF, Egis, GTM, Bouygues Travaux Publics, SGE, CDC Projets, Tofinso (todas francesas) y Autostrade (italiana).
- Un tercer consorcio, liderado por Générale Routière, con Via GTI (ambas francesas), junto a Cintra, Necso, Acciona y Ferrovial Agroman (españolas).

El diseño conceptual y estructural original del puente es obra del francés Michel Virlogeux; mientras que los arquitectos responsables de los aspectos estéticos y formales de la obra pertenecían a la empresa británica Foster and Partners, liderados por lord Norman Foster. Junto a los anteriores, estuvo la firma de ingeniería holandesa Arcadis, responsable del diseño técnico del viaducto.
En el proyecto se utilizaron 127 000 m³ de hormigón, 19 000 toneladas métricas de acero para las armaduras del hormigón y 5000 toneladas de hormigón pretensado. La empresa constructora tiene además una concesión de 120 años para su mantenimiento.